# Сила (краљевство)
Сила краљевство је било једно од три Краљевства старе Кореје и једна од најдуготрајнијих династија. Династију је основао Гјеонгју Ким који је владао 992 године. Сила је освојила остала краљевства у седмом веку: Пекче 660. године, Когурјо 678. године. Историчари данас често зову Силу у доба после освајања осталих краљевства као Уједињена (или Каснија) Сила.
Након готово 1000 година, Сила се 935. године поделила на три нова краљевства: Сила, Хупекче (Каснији Пекче) и Хугурјо (Каснији Гурјо-Корјо).

## Историја
Историја Силе се дели на три периода: рана (57. п. н. е. — 654), средња (654—780) и касна (780—935).
Највероватнији први краљ и оснивач Силе био је Бак Хјеокгеос 57. п. н. е. Краљ Наемул (356—402) успоставио је наследну монархију. У шестом веку Сила осваја Гаја конфедерацију и постаје моћна држава.
Држава је подржавала будизам и вера се брзо ширила Силом. Многи храмови су направљени у ово доба, најпознатији од њих су код Хвангјонгса, Пулгукса и Сокурама. Храмови су били изграђени у традиционалном стилу. Касније су се храмови правили од камена уместо од дрвета. 
У седмом веку Сила је била довољно моћна да је ушла у савез са кинеском династијом Танг. Под вођством краља Мујеола (654—661), Сила осваја Пекче краљевство 660. године.
Чувени генерал Ким Ју-шин није успео да освоји Когурјо у првом (661) и другом (667) нападу. Тек 678. године успевају да сломе отпор краљевства Когурјо, чиме је Кореја први пут била уједињена. Већ у следећој декади Сила улази у сукоб са Кином како би је избацили са корејског полуострва. Уједињена Сила је трајала 267 година.